# 2. československá hokejová liga 1963/1964
2. československá hokejová liga 1963/1964 byla 11. ročníkem československé druhé nejvyšší hokejové soutěže.

## Systém soutěže
Soutěže se účastnilo 32 týmů rozdělených do čtyř skupin po 8 týmech. Ve skupině se utkaly týmy čtyřkolově každý s každým (celkem 28 kol). Vítězové skupin postoupili do kvalifikace o nejvyšší soutěž. Do nejvyšší soutěže postoupily první dva týmy z kvalifikace.
Týmy na posledních místech jednotlivých skupin sestoupily do příslušného krajského přeboru.

## Základní část

### Skupina A
| Poř. | Tým                         | Z  | V  | R | P  | VG  | OG  | B  |
| ---- | --------------------------- | -- | -- | - | -- | --- | --- | -- |
| 1.   | TJ Slavoj České Budějovice  | 28 | 24 | 2 | 2  | 200 | 81  | 50 |
| 2.   | TJ Spartak Tatra Smíchov    | 28 | 14 | 4 | 10 | 105 | 96  | 32 |
| 3.   | TJ Kovosvit Holoubkov       | 28 | 13 | 3 | 12 | 132 | 124 | 29 |
| 4.   | TJ SONP Kladno B            | 28 | 11 | 4 | 13 | 109 | 104 | 26 |
| 5.   | TJ CHZ ČSSP Litvínov B      | 28 | 10 | 6 | 12 | 110 | 125 | 26 |
| 6.   | TJ Spartak Praha Sokolovo B | 28 | 9  | 8 | 11 | 90  | 106 | 26 |
| 7.   | TJ Dynamo Karlovy Vary      | 28 | 10 | 2 | 16 | 115 | 145 | 22 |
| 8.   | TJ Dynamo Praha             | 28 | 4  | 5 | 19 | 52  | 132 | 13 |

### Skupina B
| Poř. | Tým                            | Z  | V  | R | P  | VG  | OG  | B  |
| ---- | ------------------------------ | -- | -- | - | -- | --- | --- | -- |
| 1.   | TJ Spartak Motorlet Praha      | 28 | 23 | 1 | 4  | 167 | 77  | 47 |
| 2.   | TJ Spartak Tatra Kolín         | 28 | 16 | 2 | 10 | 113 | 91  | 34 |
| 3.   | TJ Spartak AZNP Mladá Boleslav | 28 | 13 | 2 | 13 | 94  | 97  | 28 |
| 4.   | TJ Tesla Pardubice B           | 28 | 13 | 1 | 14 | 122 | 118 | 27 |
| 5.   | TJ Spartak ZVÚ Hradec Králové  | 28 | 11 | 3 | 14 | 116 | 131 | 25 |
| 6.   | TJ Spartak Třebíč              | 28 | 10 | 4 | 14 | 113 | 134 | 24 |
| 7.   | TJ Stadion Liberec             | 28 | 9  | 2 | 17 | 113 | 146 | 20 |
| 8.   | TJ Jiskra Havlíčkův Brod       | 28 | 8  | 3 | 17 | 77  | 121 | 19 |

### Skupina C
| Poř. | Tým                                     | Z  | V  | R | P  | VG  | OG  | B  |
| ---- | --------------------------------------- | -- | -- | - | -- | --- | --- | -- |
| 1.   | TJ Spartak Královopolská strojírna Brno | 28 | 20 | 1 | 7  | 132 | 90  | 41 |
| 2.   | TJ Železárny Prostějov                  | 28 | 18 | 2 | 8  | 131 | 64  | 38 |
| 3.   | TJ Slezan OSP Opava                     | 28 | 16 | 3 | 9  | 127 | 87  | 35 |
| 4.   | TJ Spartak Moravia Olomouc              | 28 | 14 | 4 | 10 | 90  | 85  | 32 |
| 5.   | TJ Baník OKD Ostrava                    | 28 | 11 | 6 | 11 | 112 | 107 | 28 |
| 6.   | TJ Slovan Hodonín                       | 28 | 11 | 1 | 16 | 98  | 125 | 23 |
| 7.   | TJ Spartak ZJŠ Brno                     | 28 | 9  | 4 | 15 | 96  | 100 | 22 |
| 8.   | TJ Baník Důl Dukla Havířov - Suchá      | 28 | 0  | 5 | 23 | 66  | 194 | 5  |

### Skupina D
| Poř. | Tým                                  | Z  | V  | R | P  | VG  | OG  | B  |
| ---- | ------------------------------------ | -- | -- | - | -- | --- | --- | -- |
| 1.   | VTJ Dukla Košice                     | 28 | 23 | 1 | 4  | 186 | 61  | 50 |
| 2.   | TJ Slovan CHZJD Bratislava B         | 28 | 15 | 3 | 10 | 102 | 86  | 33 |
| 3.   | VTJ Dukla Trenčín                    | 28 | 13 | 6 | 9  | 128 | 102 | 32 |
| 4.   | TJ Lokomotíva Vagónka Stavbár Poprad | 28 | 11 | 5 | 12 | 95  | 97  | 27 |
| 5.   | VTJ Dukla Nitra                      | 28 | 11 | 5 | 12 | 102 | 111 | 27 |
| 6.   | TJ Iskra Smrečina Banská Bystrica    | 28 | 12 | 3 | 13 | 97  | 124 | 27 |
| 7.   | TJ Jednota Žilina                    | 28 | 11 | 1 | 16 | 106 | 111 | 23 |
| 8.   | TJ Iskra Liptovský Mikuláš           | 28 | 2  | 1 | 25 | 69  | 193 | 5  |

Týmy TJ Slavoj České Budějovice, TJ Spartak Motorlet Praha, TJ Spartak Královopolská strojírna Brno a VTJ Dukla Košice postoupily do kvalifikace o nejvyšší soutěž, ve které uspěly týmy VTJ Dukla Košice a TJ Spartak Motorlet Praha a postoupily tak do nejvyšší soutěže.
Původně měly sestoupit do příslušného krajského přeboru týmy TJ Dynamo Praha, TJ Jiskra Havlíčkův Brod, TJ Baník Důl Dukla Havířov - Suchá a TJ Iskra Liptovský Mikuláš, ale protože došlo ke sloučení týmů TJ Dynamo Praha a TJ Spartak Tatra Smíchov a navíc týmy TJ Tesla Pardubice B a TJ Spartak ZJŠ Brno ukončily činnost, sestoupil pouze tým TJ Baník Důl Dukla Havířov - Suchá.